# 稲葉貞通
稲葉 貞通（いなば さだみち）は、戦国時代から江戸時代初期にかけての武将・大名。豊後国臼杵藩の初代藩主。

## 生涯
天文15年（1546年）稲葉良通（一鉄）の次男（正室の子であったため嫡男）として生まれる。はじめ父と共に美濃国斎藤氏に仕えていたが、永禄10年（1567年）に織田信長の侵攻軍の前に降伏した。その後は父と共に、信長の命に従って各地を転戦した。天正7年（1579年）に家督を譲られ、美濃曽根城主となる。
天正10年（1582年）の4月5日に信濃国飯山城を守備している際に、貞通は芋川親正の煽動した一揆によって包囲され窮地に陥るが、すぐに援軍が到着し、森長可が長沼城方面で一揆勢を破ったために包囲が解け、事なきを得た。しかしこの不手際があってか、貞通は飯山城守備の任を解かれ、信長の本陣の置かれている諏訪へと召還され、飯山城代には長可家臣の林為忠が置かれた。本能寺の変では京都にいたが、信長が殺されたことを知ると、急いで本国に逃走した。
天正11年（1583年）の賤ヶ岳の戦いでは羽柴秀吉に与したが、当時の美濃は信長の三男・織田信孝の支配下にあったため、旧主の息子に刃向かう迷いがあった。そこで貞通は長男・典通に家督を譲っている。
同年、秀吉に従い伊勢国峯城を攻撃したが、この帰路に土民の一揆に襲われて、壊滅の危機に瀕した。自ら殿軍を務めて3度にわたり一揆勢を追い散らし、一揆勢を退かした。天正15年（1587年）の九州征伐に典通と共に出陣した。典通が秀吉の機嫌を損ねて蟄居を命じられたため、再び家督の座についた。この年の冬に従五位下・侍従に叙任する。
天正16年（1588年）には郡上八幡城に移り、郡上八幡城の大改修を行った。同年4月14日、後陽成天皇の聚楽第への行幸のときは供奉に列した。この年に羽柴の苗字と豊臣姓を下賜された。
天正18年（1590年）3月の小田原征伐には1,200余の兵を率いて参陣し、織田信雄の指揮下で韮山城を攻めている。文禄元年（1592年）からの文禄の役においては諸将と共に朝鮮半島に渡海して転戦した。
慶長5年（1600年）の関ヶ原の戦いでは、当初は西軍に属して尾張国犬山城を守備したが、後に東軍に寝返り、同じ東軍の遠藤慶隆、金森可重らが攻撃している郡上八幡城の救援に向かう（八幡城の合戦）。その後は長島城の守備に回り、本戦後は加藤貞泰と共に西軍の長束正家が守る水口岡山城攻略で功を挙げたため、美濃国郡上藩4万石から豊後国海部郡、大野郡、大分郡の3郡内に領地を持つ5万60石余の臼杵城主として初代臼杵藩主となった。
慶長8年（1603年）9月3日、57歳で死去した。

## 系譜
父母
- 稲葉良通（父）
- 三条西実枝の娘（母）

正室、継室
- 斎藤道三の娘（正室）
- 稲葉夫人 ー 織田信秀の娘（継室）
- 前田玄以の娘（継々室）

子女
- 稲葉典通（長男）生母は正室
- 稲葉通孝（三男）生母は稲葉夫人（継室）
- 稲葉秀方
- 稲葉大学
- 赤座弥助室
- 中坊秀政正室
- 玉雲院 ー 織田信秀室
- 柴田勝豊正室

## 小説
- 岩井三四二「守ってあげたい」（光文社文庫･『難儀でござる』収録）

## 稲葉貞通を演じた人物
- 川津祐介　NHK大河ドラマ・春日局（1989年）